# Колерус, Иоганн
Иоганн Колерус (нем. Johannes Coler; 19 сентября 1566 — 23 октября 1639, Пархим) — священник в Бранденбурге, один из первых немецких авторов, писавших о сельском хозяйстве, давший этой науке новое направление указанием на значение местных условий и опыта, как собственно хозяина, так и его предшественников.
Автор сочинений: «Calendarium perpetuum et sex libri oeconomici» (1589; 3 изд. 1684) и «Oeconomia ruralis et domestika, darin das gantz Ampt aller trewer Hauss-Vätter, Hauss-Mütter, beständiges und allgemeines Hauss-Buch, vom Haushalten, Wein-Aeker-Garten-Blumen und Feld-Bau begriffen, aus Wild- und Vögelfang, Weid-Werk, Fischereyen, Viehzucht, Holtzfällungen» (1591—1601, 6 частей; последнее изд. 1697). Второе сочинение доказывает небольшое знание Колерусом современного ему состояния естествознания: так, он уверяет, что лесные пожары в хвойных лесах происходят от самовозгорания хвойных деревьев, вызываемого трением ветвей; что одни и те же еловые шишки способны многократно производить семена, пока не опадут с дерева от действия ветра и т. п.